# Marianela Garbari
Marianela Garbari (ur. 13 listopada 1980 roku w Argentynie) – siatkarka grająca jako libero. 
Obecnie występuje w drużynie GELP.